# Embedseksamen
 Denne artikel omhandler overvejende eller alene danske forhold. Hjælp gerne med at gøre artiklen mere almen.
Embedseksamen er en eksamen, som en kandidat må have bestået for at kunne ansættes i et embede. Førhen betegnede det den afsluttende prøve ved et embedstudie, og bestod af en skriftlig og mundtlig del og i nogle tilfælde en praktisk del. En sådan prøve indgår ikke længere i de fleste embedseksamener.
Embedseksamensystemet blev indført i Danmark i 1672, hvor den medicinske doktorgrad blev forudsætningen for at kunne praktisere som læge, hvorefter der i 1675 blev indført en teologisk embedseksamen, teologisk attestats. I Danske Lov fra 1683 blev det fastslået, at forudsætningen for at kunne blive rektor på en latinskole var, at man havde en magistergrad. I 1736 indførtes en juridisk embedseksamen. I universitetsfundatsen for Københavns Universitet blev det bestemt, at der skulle være embedseksamen ved alle fakulteter.
1848 kom en ny embedseksamen til, nemlig den statsvidenskabelige, cand.polit., og samme år blev det bestemt, at Københavns Universitet kunne sammensætte en individuel eksamen i discipliner, hvor der ikke eksisterede en embedseksamen, en magisterkonferens. Endelig blev der i 1883 indført en skoleembedseksamen, cand.mag., der var forudsætningen for at kunne undervise på latinskolerne. Der havde dog allerede siden 1849 eksisteret en filologisk-historisk skoleembedseksamen.
Indtil 1968 skulle en gymnasielærer have mindst ét hovedfag og to bifag. Efter 1968 behøves kun ét bifag foruden hovedfaget. I naturvidenskabelige fag med lærermangel har man også ansat étfagskandidater (med kun et hovedfag). Kandidater med skoleembedseksamen havde titlen cand.mag. uanset fag, men efter 1968 er titlen cand.scient. for naturvidenskabelige kandidater.

## Hovedfag
Et hovedfag er typisk normeret til 4 års universitetsstudier. Sammen med bifag fører det til titlen cand.mag., hvorimod et-fags-kandidater er cand.phil. inden for de humanistiske fag og cand.scient. inden for de naturvidenskabelige.
Oplysningerne er muligvis forældede. Hvis man ikke har sidefag på sit humanistiske studium, bliver man i dag cand.mag., fx cand.mag. i dansk, selvom man kun har ét fag.

## Bifag
Bifaget indgår sammen med et hovedfag i en kandidateksamen og tidligere en skoleembedseksamen. Det studeres i kortere tid end hovedfaget (normalt 2 år). Havde man kun bifagseksamen, kunne man i perioden 1968-88 kalde sig fx exam.art. eller exam.scient.